# الدمام 7
الدمام 7 هو حاسوب سعودي، أطلقته شركة الزيت العربية السعودية (أرامكو السعودية) ومجموعة الاتصالات السعودية، في يناير 2021، ويعد من بين أقوى عشرة حواسيب في العالم. صمم الحاسوب للمساعدة في استخدام أحدث التقنيات، وخوارزميات المحاكاة والتَعلُّم العميق المتقدمة في مجال الاكتشاف والاستخلاص في قطاع التنقيب والإنتاج والاستثمار.

## نبذة
جرى تطوير الحاسوب في وادي الظهران للتقنية بالشراكة مع شركة solutions، التابعة لمجموعة stc ، وشركة كراي، التابعة لشركة هيولت باكارد إنتربرايز، حيث تم تزويد «الدمام 7» بقدرة حوسبية فائقة الأداء تبلغ 55.4 بيتافلوب، تتيح له معالجة أضخم مجموعة بيانات جيوفيزيائية في العالم وتصويرها.

## التسمية
أطلق على الحاسوب اسم «الدمام 7» تيمنًا بأول بئر نفطية مكتشفة في المملكة، وهي بئر الدمام رقم 7 التي سميت بئر الخير واكتشفت في مارس 1938 م، وذلك على بعد أميال قليلة شمال الظهران على التل المعروف باسم (جبل الظهران).

## القدرات
تم تزويد «الدمام 7» بقدرة حوسبية فائقة الأداء تبلغ 55.4 بيتافلوب، تتيح له معالجة أضخم مجموعة بيانات جيوفيزيائية في العالم وتصويرها، وسيساعد حاسوب «الدمام 7» في الاختصار الزمني لمعالجة البيانات الكبيرة التي جمعتها أرامكو السعودية على مدى 80 سنة، حيث يختصر الحاسوب وقت معالجتها من عدة أيام إلى ساعات فقط.